# اس‌اس سانتیا
اس‌اس سانتیا (به انگلیسی: SS Santhia) یک کشتی بود که طول آن ۴۱۱ فوت (۱۲۵ متر) بود.